# 酒井忠通
酒井 忠通（さかい ただみち）は、江戸時代中期の若狭国小浜藩の世嗣。

## 略歴
正徳3年（1713年）、5代藩主・酒井忠音の長男として誕生。幼名は金十郎。
享保5年（1720年）に夭逝した。代わって三弟・忠存が嫡子となって藩主の座を継ぎ、その後は四弟・忠用、五弟・忠与による相続が続いた。